# Curso de la Libertad
Curso de la Libertad (en griego: Πλεύση Ελευθερίας, romanizado: Plefsi Eleftherias) es un partido político griego.
Fue fundado el 19 de abril de 2016 por la expresidenta del Consejo de los Helenos, Zoe Konstantopoulou. Konstantopoulou dejó la Coalición de la Izquierda Radical (SYRIZA) en 2015 y participó en las siguientes elecciones legislativas dentro de las listas de Unidad Popular. Todo esto ocurrió debido a su desacuerdo con el Tercer Programa de Ajuste Económico para Grecia aprobado por el gobierno de Alexis Tsipras.

## Resultados electorales
| Año       | Votos        | %    | Escaños | ± |
| --------- | ------------ | ---- | ------- | - |
| 2019      | 82.672 (#8)  | 1,46 | 0/300   |   |
| May. 2023 | 170.298 (#7) | 2,89 | 0/300   |   |
| Jun. 2023 | 165.523 (#8) | 3,17 | 8/300   | 8 |

### Elecciones europeas
| Año  | Votos        | %    | Escaños | ± |
| ---- | ------------ | ---- | ------- | - |
| 2019 | 90.856 (#8)  | 1,61 | 0/21    |   |
| 2024 | 135.310 (#7) | 3,40 | 1/21    | 1 |